# Мэн Линчжэ
Мэн Линчжэ (кит. упр. 孟令哲, пиньинь Meng Lingzhe; 16 апреля 1998, Динтао, Хэцзэ, Шаньдун, Китай) — китайский борец греко-римского стиля, бронзовый призёр летних олимпийских игр 2024 года, призёр Азиатских игр и чемпионата Азии.

## Карьера

### Ранняя карьера
Мэн родился 16 апреля 1998 года в районе Динтао городского округа Хэцзэ провинции Шаньдун. Спортом занимается с четырёх лет, сначала обучался боевым искусствам. В возрасте шести лет он записался в спортивную школу города Хэцзэ для занятий борьбой. С декабря 2009 года Мэн начал тренироваться в провинциальной спортивной школе. В сентябре 2014 года Мэн был включён в состав национальной сборной Китая по греко-римской борьбе.

### Взрослая карьера
Первый успех Мэна на международных соревнованиях среди взрослых пришёлся на январь 2016 года, когда он завоевал бронзовую медаль на Гран-при Парижа. В сентябре 2017 года Мэн участвовал в Национальных играх Китая 2017 года в Тяньцзине, где завоевал бронзовую медаль в весовой категории до 98 кг. С 2018 года Мэн стал выступать в весовой категории до 130 кг. В июне того же года он завоевал серебряную медаль на Гран-при Венгрии, проиграв в финале Нурмахану Тиналиеву из Казахстана. В апреле 2021 года в Алма-Ате Мэн принял участие на азиатском квалификационном олимпийском турнире. Однако, он занял третье место и не получил лицензию на участие в Олимпийских играх в Токио. В сентябре 2021 года Мэн участвовал на Национальных играх Китая в Шэньси, где в весовой категории до 130 кг завоевал бронзовую медаль. В апреле 2023 года в Алма-Ате Мэн участвовал на чемпионате Азии, где завоевал серебряную медаль, проиграв в финале иранцу Амину Мирзазаде. В сентябре 2023 года в Белграде принял участие на чемпионате мира, в котором он проиграл схватку за бронзу Абделлатифу Мохамеду из Египта и занял пятое место в общем зачете. Однако, он победил Ромаса Фридрикаса из Литвы в борьбе за олимпийскую лицензию на игры в Париж. В октябре 2023 года в Ханчжоу Мэн участвовал на Азиатских играх, где завоевал серебряную медаль, снова проиграв Мирзазаде в финале.
На летних Олимпийских играх 2024 года в Париже, в весовой категории до 130 кг стал обладателем бронзовой медали. В схватке за третье место поборол египетского спортсмена Абделлатифа Мохамеда.

## Личная жизнь
Он учился в Шаньдунском спортивном университете.

## Достижения
- Азиатские игры 2022 — ;
- Чемпионат Азии по борьбе 2023 — ;
- Чемпионат мира по борьбе 2023 — 5;
- Чемпионат Азии по борьбе 2024 — ;